# (21363) Jotwani
(21363) Jotwani est un astéroïde de la ceinture principale.

## Description
(21363) Jotwani est un astéroïde de la ceinture principale. Il fut découvert le 30 avril 1997 à Socorro (Nouveau-Mexique) par le projet LINEAR. Il présente une orbite caractérisée par un demi-grand axe de 2,97 UA, une excentricité de 0,03 et une inclinaison de 9,9° par rapport à l'écliptique.

## Compléments